# Campeonato da Europa de Atletismo de 2010 - Salto com vara masculino

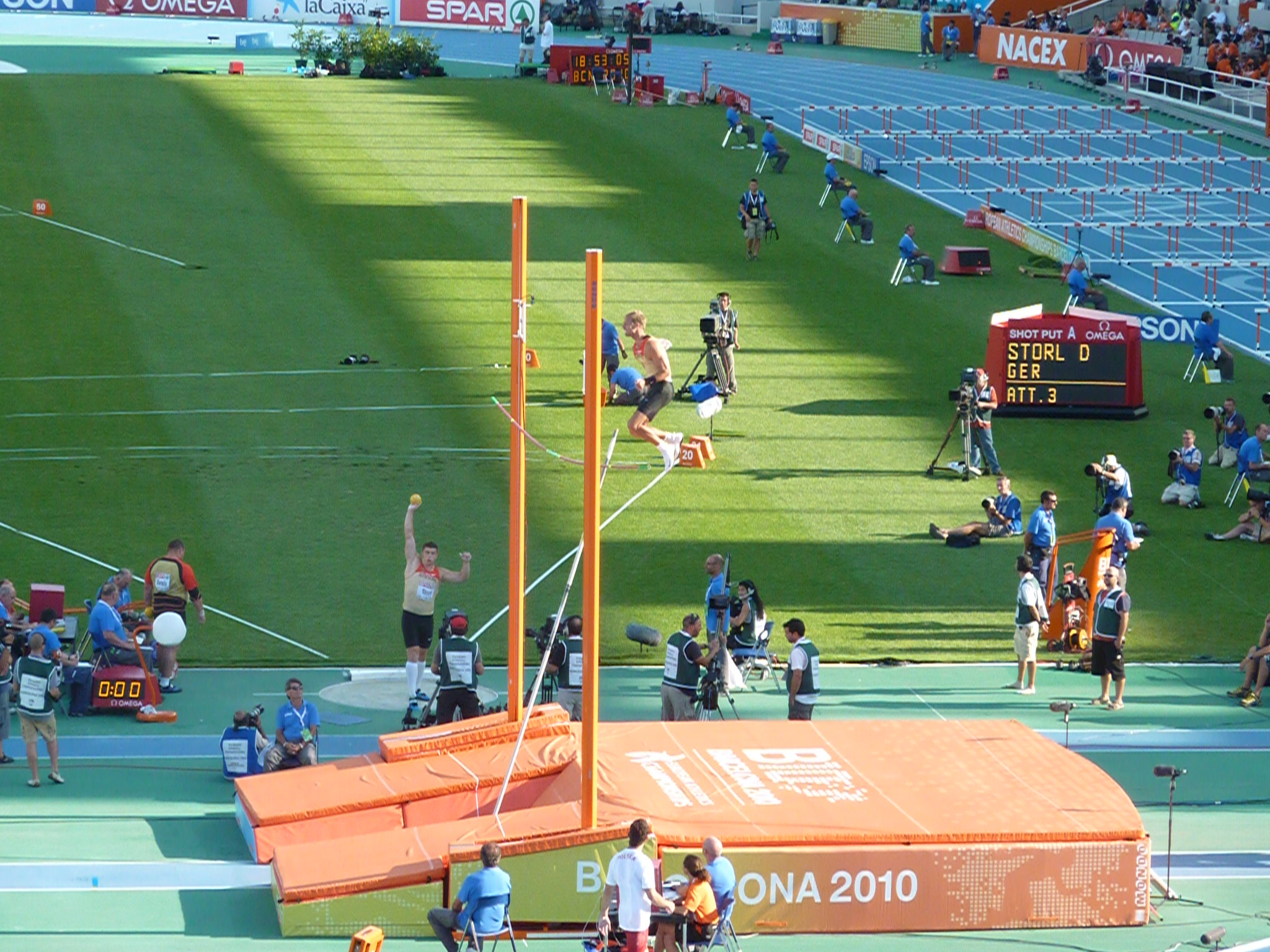
Fabian Schulze

A prova do salto com vara masculino do Campeonato da Europa de Atletismo de 2010 foi disputada entre os dias 29 e 31 de julho de 2010 no Lluís Companys em Barcelona,  na Espanha. 

## Recordes
Antes desta competição, os recordes mundiais e do campeonato nesta prova eram os seguintes:
|                       | Nome             | Nacionalidade | Altura  | Local      | Data                 |
| --------------------- | ---------------- | ------------- | ------- | ---------- | -------------------- |
| Recorde mundial       | Sergey Bubka     | Ucrânia       | 6m 14cm | Sestriere  | 31 de julho de 1994  |
| Recorde do campeonato | Rodion Gataullin | Rússia        | 6m 00cm | Helsínquia | 11 de agosto de 1994 |
| Recorde europeu       | Sergey Bubka     | Ucrânia       | 6m 14cm | Sestriere  | 31 de julho de 1994  |

## Medalhistas
| Ouro                    | Prata                | Bronze                      |
| Renaud Lavillenie (FRA) | Maksym Mazuryk (UKR) | Przemysław Czerwiński (POL) |

## Cronograma
Todos os horários são locais (UTC+2).
| Data        | Hora  | Evento       |
| ----------- | ----- | ------------ |
| 29 de julho | 10:15 | Qualificação |
| 31 de julho | 18:00 | Final        |

## Resultados

### Qualificação
Qualificação: Desempenho de 5.65 m (Q) ou os 12 melhores qualificados (q).
| Posição | Grupo | Atleta                   | Nacionalidade | 5.40 | 5.50 | 5.60 | 5.65 | Resultados | Notas           |
| ------- | ----- | ------------------------ | ------------- | ---- | ---- | ---- | ---- | ---------- | --------------- |
| 1       | B     | Giuseppe Gibilisco       | Itália        | -    | o    | o    | o    | 5.65       | Q               |
| 2       | A     | Maksym Mazuryk           | Ucrânia       | o    | o    | xo   | o    | 5.65       | Q               |
| 3       | B     | Jan Kudlicka             | Chéquia       | -    | xo   | xo   | o    | 5.65       | Q,              |
| 4       | B     | Lukasz Michalski         | Polónia       | o    | -    | o    | xo   | 5.65       | Q               |
| 4       | B     | Renaud Lavillenie        | França        | o    | -    | o    | xo   | 5.65       | Q               |
| 6       | A     | Romain Mesnil            | França        | -    | o    | xxo  | xo   | 5.65       | Q               |
| 6       | B     | Fabian Schulze           | Alemanha      | x-   | xo   | xxo  | xo   | 5.65       | Q               |
| 8       | A     | Raphael Holzdeppe        | Alemanha      | -    | xxo  | -    | xo   | 5.65       | Q               |
| 9       | A     | Damiel Dossévi           | França        | -    | o    | o    | xxx  | 5.60       | q               |
| 10      | B     | Przemyslaw Czerwinski    | Polónia       | -    | xo   | o    | xxx  | 5.60       | q               |
| 11      | B     | Dmitriy Starodubtsev     | Rússia        | -    | xo   | o    | xxx  | 5.60       | q               |
| 12      | A     | Mateusz Didenkow         | Polónia       | -    | o    | xo   | xxx  | 5.60       | q               |
| 13      | B     | Eemeli Salomäki          | Finlândia     | xo   | o    | xxo  | xxx  | 5.60       | =               |
| 13      | A     | Michal Balner            | Chéquia       | xo   | o    | xxo  | xxx  | 5.60       |                 |
| 15      | B     | Jure Rovan               | Eslovênia     | -    | o    | xxx  |      | 5.50       | =               |
| 16      | A     | Giorgio Piantella        | Itália        | xo   | o    | xxx  |      | 5.50       |                 |
| 17      | B     | Malte Mohr               | Alemanha      | -    | xo   | -    | xxx  | 5.50       |                 |
| 17      | A     | Vesa Rantanen            | Finlândia     | o    | xo   | xxx  |      | 5.50       | =               |
| 19      | B     | Rasmus Wejnold Jørgensen | Dinamarca     | o    | xxo  | xxx  |      | 5.50       | Recorde pessoal |
| 20      | B     | Robbert-Jan Jansen       | Países Baixos | xo   | xxo  | xxx  |      | 5.50       |                 |
| 21      | A     | Konstadínos Filippídis   | Grécia        | o    | xxx  |      |      | 5.40       |                 |
| 21      | A     | Leonid Kivalov           | Rússia        | o    | xxx  |      |      | 5.40       |                 |
| 23      | A     | Brian Mondschein         | Israel        | xxx  |      |      |      | 5.30       |                 |
| 24      | B     | Yevgeniy Olkhobskiy      | Israel        | xxx  |      |      |      | 5.30       |                 |
| 25      | A     | Spas Buhalov             | Bulgária      | -    | xxx  |      |      | 5.30       |                 |
| 26      | A     | Edi Maia                 | Portugal      |      |      |      |      | 5.10       |                 |
| -       | B     | Igor Bychkov             | Espanha       |      |      |      |      | NM         |                 |
| -       | A     | Aleksander Gripich       | Rússia        |      |      |      |      | NM         |                 |
| —       | B     | Denys Yurchenko          | Ucrânia       | xxx  |      |      |      | NM         | Doping          |

### Final
| Posição.          | Atleta                | Nacionalidade | 5.40 | 5.50 | 5.60 | 5.65 | 5.70 | 5.75 | 5.80 | 5.85 | 6.02 | Resultados | Notas                |
| ----------------- | --------------------- | ------------- | ---- | ---- | ---- | ---- | ---- | ---- | ---- | ---- | ---- | ---------- | -------------------- |
| Medalha de ouro   | Renaud Lavillenie     | França        | -    | -    | xo   | -    | -    | xo   | o    | o    | xxx  | 5.85       |                      |
| Medalha de prata  | Maksym Mazuryk        | Ucrânia       | o    | xo   | xo   | -    | o    | o    | xo   | xxx  |      | 5.80       | Recorde da temporada |
| Medalha de bronze | Przemysław Czerwiński | Polónia       | o    | -    | o    | -    | xx-  | o    | xx-  | x    |      | 5.75       | Recorde da temporada |
| 4                 | Giuseppe Gibilisco    | Itália        | -    | -    | o    | -    | -    | xo   | -    | xxx  |      | 5.75       | Recorde da temporada |
| 5                 | Damiel Dossévi        | França        | -    | -    | xxo  | -    | xo   | x-   | xx   |      |      | 5.70       |                      |
| 6                 | Fabian Schulze        | Alemanha      | -    | o    | xxo  | -    | xxo  | x-   | xx   |      |      | 5.70       | =                    |
| 7                 | Łukasz Michalski      | Polónia       | -    | o    | -    | xo   | -    | x-   | xx   |      |      | 5.65       |                      |
| 8                 | Romain Mesnil         | França        | -    | -    | o    | -    | -    | xx-  | x    |      |      | 5.60       |                      |
| 9                 | Raphael Holzdeppe     | Alemanha      | -    | xxo  | o    | -    | xxx  |      |      |      |      | 5.60       |                      |
| 10                | Jan Kudlička          | Chéquia       | xo   | -    | xo   | xxx  |      |      |      |      |      | 5.60       |                      |
| 11                | Mateusz Didenkow      | Polónia       | xo   | xo   | x-   | xx   |      |      |      |      |      | 5.50       |                      |
| 99 !              | Dmitriy Starodubtsev  | Rússia        | xxx  |      |      |      |      |      |      |      |      | NM         |                      |

Legenda
| Recorde mundial       | Recorde mundial (World record)               |                       | Recorde africano                      | Recorde africano (African) |                                           | Q | Classificado por posição (Qualified) |
| Recorde do campeonato | Recorde do campeonato (Championship record)  | Recorde da América    | Recorde da América (Americas)         | q                          | Classificado por melhor tempo (Qualified) |   |                                      |
| Melhor marca do ano   | Melhor marca do ano (World leading)          | Recorde asiático      | Recorde asiático (Asian)              | DNS                        | Não largou (Did not start)                |   |                                      |
| Recorde nacional      | Recorde nacional (National record)           | Recorde europeu       | Recorde europeu (European)            | DNF                        | Não terminou (Did not finish)             |   |                                      |
| Recorde pessoal       | Recorde pessoal do atleta (Personal best)    | Recorde da Oceania    | Recorde da Oceania (Oceania)          | DSQ / DQ                   | Desclassificado (Disqualified)            |   |                                      |
| Recorde da temporada  | Recorde da temporada do atleta (Season best) | Recorde sul-americano | Recorde sul-americano (South America) | NM                         | Sem marca (No mark)                       |   |                                      |